# Germán Caffa
Germán "Tito" Caffa (Concepción del Uruguay, Provincia de Entre Ríos, Argentina, 14 de julio de 1980) es un futbolista argentino naturalizado paraguayo, radicado hace tiempo en Paraguay. Su último equipo fue el Deportivo Recoleta.

## Récord
Ostenta el récord de ser el único futbolista en haber jugado en las seis categorías del fútbol argentino, desde las ligas regionales hasta la Primera, pasando por todas las categorías de ascenso.  Además logró jugar en Primera División con la camiseta del club del cual es hincha: Newell's Old Boys de Rosario, con el que lograría el subcampeonato del torneo Apertura 2009 y la clasificación a la Copa Libertadores de América.

## Goles
Germán a convertido 3 goles, dos para Atlético Candelaria y uno para Ferro Carril Oeste.

## Clubes
| Club                  | País      | Año       | Partidos |
| --------------------- | --------- | --------- | -------- |
| Gimnasia (CdU)        | Argentina | 1999-2000 | 1        |
| Ferro                 | Argentina | 2000-2002 | 14       |
| Crucero del Norte     | Argentina | 2003      | 1        |
| Atlético Candelaria   | Argentina | 2004      | 30       |
| General Caballero     | Paraguay  | 2005      | 8        |
| Olimpia               | Paraguay  | 2005-2006 | 23       |
| Palestino             | Chile     | 2006      | 3        |
| San Martín de Tucumán | Argentina | 2007-2008 | 36       |
| Tacuary               | Paraguay  | 2007      | 1        |
| Newell's              | Argentina | 2008-2009 | 8        |
| Nacional              | Paraguay  | 2010      | 27       |
| La Equidad            | Colombia  | 2010-2011 | 42       |
| Nacional              | Paraguay  | 2012      | 6        |
| Banfield              | Argentina | 2012-2013 | 8        |
| Crucero del Norte     | Argentina | 2013-2015 | 64       |
| Sportivo Luqueño      | Paraguay  | 2016      | 15       |
| Cortuluá              | Colombia  | 2017-2018 | 55       |
| Sportivo 2 de Mayo    | Paraguay  | 2019      |          |
| Club Sportivo Iteño   | Paraguay  | 2020-2021 |          |
| Deportivo Recoleta    | Paraguay  | 2022      |          |

## Estadísticas
| Club                  | Div.              | Temporada         | Liga  | Liga  | Copa Nacional | Copa Nacional | Copa Internacional | Copa Internacional | Total | Total |
| Club                  | Div.              | Temporada         | Part. | Goles | Part.         | Goles         | Part.              | Goles              | Part. | Goles |
| --------------------- | ----------------- | ----------------- | ----- | ----- | ------------- | ------------- | ------------------ | ------------------ | ----- | ----- |
| La Equidad · Colombia | 1.ª               | 2010              | 19    | 0     | 2             | 0             | —                  | —                  | 21    | 0     |
| La Equidad · Colombia | 1.ª               | 2011              | 8     | 0     | 9             | 0             | 4                  | 0                  | 21    | 0     |
| La Equidad · Colombia | Total club        | Total club        | 27    | 0     | 11            | 0             | 4                  | 0                  | 42    | 0     |
| Cortuluá · Colombia   | 1.ª               | 2017              | 34    | 0     | 0             | 0             | —                  | —                  | 34    | 0     |
| Cortuluá · Colombia   | 2.ª               | 2018              | 18    | 0     | 3             | 0             | —                  | —                  | 21    | 0     |
| Cortuluá · Colombia   | Total club        | Total club        | 52    | 0     | 3             | 0             | 0                  | 0                  | 55    | 0     |
| Total en Colombia     | Total en Colombia | Total en Colombia | 79    | 0     | 14            | 0             | 4                  | 0                  | 97    | 0     |